# Fortunée Briquet
Marguerite Ursule Fortunée Bernier (26 de junio de 1782-14 de mayo de 1815), más conocida como Fortunée Briquet, fue una escritora francesa. Es conocida por su Dictionnaire historique, littéraire et bibliographique des Françaises et des étrangères naturalisées en France (París, Gillé, 1804), dedicado al primer cónsul, Napoleon, y que recoge las biografías de 583 escritoras francesas, más de la mitad de las cuales eran contemporáneas suyas, es decir, de la generación de la Revolución Francesa.
Casada con el historiador Hilaire-Alexandre Briquet, perteneció a la Société des Belles-Lettres y al Athénée des Artes.

## Publicaciones
- 1801: Ode sur les vertus civiles[3]
- 1802: Ode sur la mort de Dolomieu...[3]
- 1803: Ode à Lebrun[3]
- 1804: Ode qui a concouru pour le prix de poésie décerné par l'Institut national de France, le 6 nivôse an XII[3]
- 1804: Dictionnaire historique, littéraire et bibliographique des Françaises et des étrangères naturalisées en France connues par leurs écrits, ou par la protection qu'elles ont accordée aux gens de lettres...[3]